# Чобаниды
Чобани́ды (перс. سلسله امرای چوپانی‎) — династия, происходившая из монгольского племени сулдус и получившая известность в Персии в XIV веке. Предок Чобанидов, Сорган-Шира, помог Чингиз-хану во время тайджиутского плена. В Улусе Хулагу занимали высшие должности. В последний период существования Улуса правили от имени подставных ильханов-Хулагуидов попеременно с династией Джалаиридов, а после пресечения династии Хулагуидов основали собственное государство на территории, входящей в состав современного иранского Азербайджана, Аррана, частями Малой Азии, Месопотамией и западно-центральной Персией, в то время как Джалаириды взяли под свой контроль Багдад.

## Эмир Чобан и его сыновья
В начале XIV века эмир Чобан служил при трёх сменявших друг друга ильханах, начиная с Газана. Выдающийся военачальник, Чобан быстро приобрёл определённое влияние на ильханов и женился на нескольких членах династии Хулагу-хана. Его власть вызвала недовольство знати, которая в 1319 году организовала заговор против него, но потерпела неудачу. Ильхану Абу Саиду, однако, также не нравилось влияние Чобана, и он успешно устранил его от двора. В 1327 году он бежал в Герат, где Картиды убили его. Несколько его сыновей бежали в Золотую Орду или к мамлюкам Египта, в то время как другие были убиты.

## Багдад Хатун

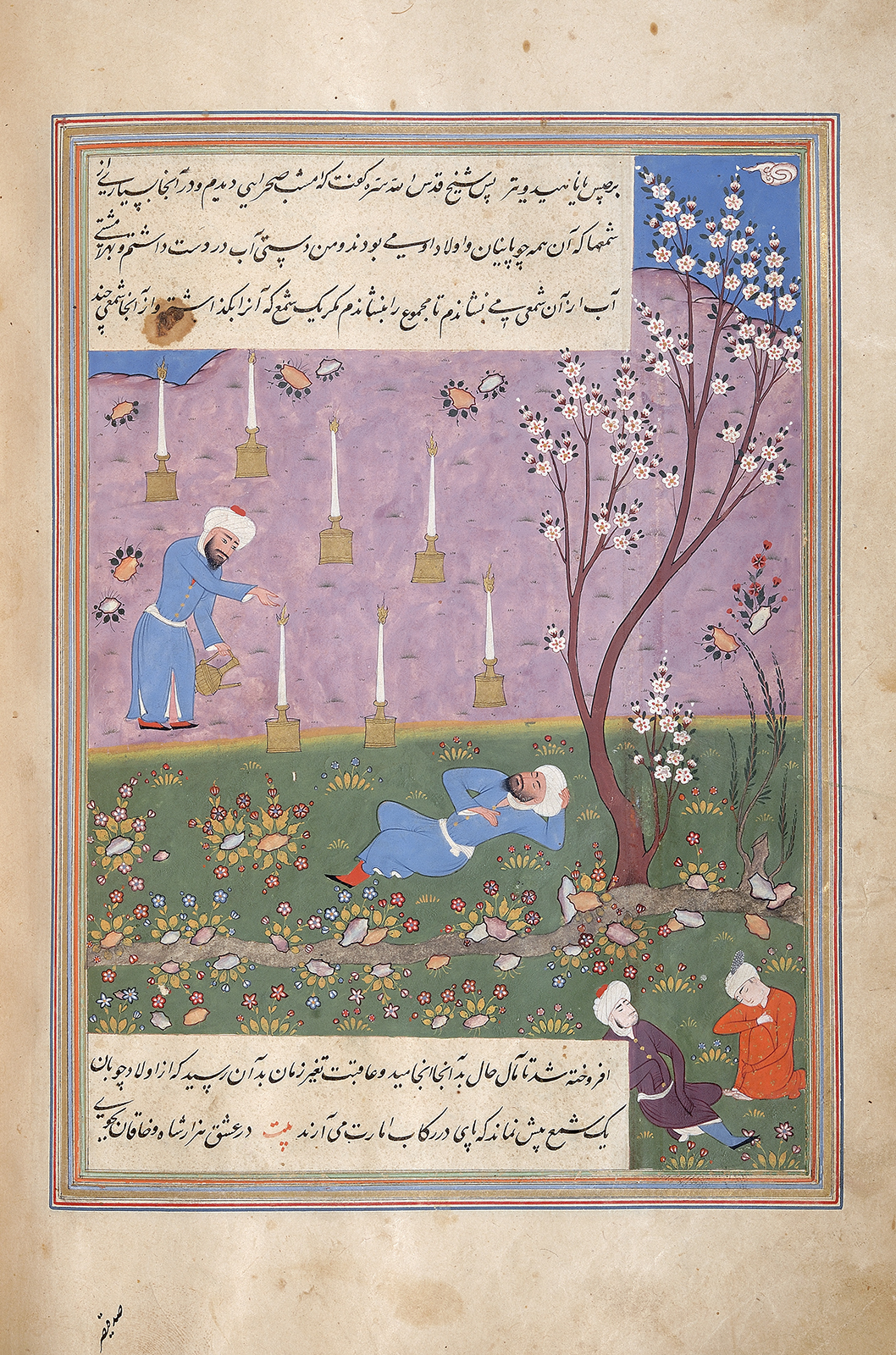
Сон шейха Сефи ад-Дина о возвышении Чобанидов, из рукописи Сафват аль-Сафа («Квинтэссенция чистоты»), Шираз, Персия, датированный сентябрём 1582 года.

Чобаниды не были полностью изгнаны из Персии. Дочь Чобана, Багдад Хатун, привлекла внимание Абу Саида. При жизни Чобана она была замужем за Хасаном Бузургом, будущим основателем династии Джалаиридов, но после того, как Чобан бежал, Хасан Бузург развёлся с ней, и она вышла замуж за Абу Саида. Она быстро приобрела влияние на ильхана и использовала предоставленные ей широкие полномочия. Утверждалось, что она участвовала в заговорах против ильхана, некоторые считали, что она стала причиной смерти Абу Саида в 1335 году. Преемник Абу Саида Арпа Кеун казнил её.

## Роль Чобанидов во время падения Ильханата и Хасан Кучак
Позиции Арпа Кеуна оказались слабыми; когда внучка Чобана, Делсад Хатун, бежала в Диярбакыр, это заставило правителя этого региона напасть на ильхана и разгромить его. Во время смут, которые произошли в последующие несколько лет, отдельные члены Чобанидов встали на сторону различных группировок возглавляемых Арпаном или Хасан Бузургом. Последний в конечном итоге женился на Дельсаде Хатун, которая родила наследников укрепив положение Джалаиридов.
Однако в то время как Джалаириды укрепляли свои позиции в Месопотамии, другие Чобаниды также были заняты. Хасан Кучек, внук Чобана, привлёк на свою сторону большую часть семьи Чобанидов и разгромил Джалаиридов в 1338 году, проложив путь к созданию государства Чобанидов в окрестностях Тебриза. В том же году он возвёл Сати Бег, сестру Абу Саида и вдову Чобана, на трон Ильханидов. Чтобы держать Сати Бег под контролем, он заставил её выйти замуж за своего марионеточного Сулейман-хана. Хасан Кучек продолжал сражаться с Джалаиридами (борьба, которая ещё больше осложнилась из-за вторжений Тоги Темура из Хорасана), но семейные распри оказались самым трудным испытанием. Несколько членов семьи перешли на сторону Джалаиридов; в любом случае Хасан Кучек был вынужден иметь с ними дело вплоть до своей смерти в 1343 году.

## Малек Ашраф и упадок династии Чобанидов
После смерти Хасана Кучека быстро разгорелась борьба за власть. В ходе спора брат Хасана Малек Ашраф одержал верх и устранил своих дядей. К концу 1344 года Малек Ашраф получил эффективный контроль над землями Чобанидов. Как и его предшественник, Малек Ашраф использовал марионеточных монархов, из-за спины которых он правил. Во время своего правления Чобаниды попытались захватить Багдад у Джалаиридов в 1347 году, но с треском провалились. Ему также не удалось захватить Фарс у Инджуидов в 1350 году. По мере того как шло его правление, Малек Ашраф становился всё более и более деспотичным, вызывая всеобщее недовольство среди своих подданных. Когда войска Золотой Орды вторглись в царство Чобанидов и захватили Тебриз в 1357 году, мало кто оплакивал потерю власти Чупанидами. Малек Ашраф был схвачен и казнён, а его семья была переселена на север, в Золотую Орду. Отпрыски Малека Ашрафа в конечном счёте были убиты в Персии, что окончательно положило конец династии Чобанидов и как следствие их державы.

## Династия Чобанидов
- Сорган-Шира
  - Чилаун, сын Сорхан-Шира
    - Судун-нойон, сын Чилаун-баатора
      - Тудаун (ум. 1277), сын Судун-нойона
        - Мелик (?), сын Тудауна
          - Чобан, сын Мелика (?), улусный эмир государства Хулагуидов (Улуса Хулагу) (1307—1327)
            - Димишк-ходжа, сын Чобана, визирь, наиб Азербайджана и обоих Ираков
            - Хасан, сын Чобана, наиб Хорасана и Мазандерана (?—1329)
              - Талыш, сын Хасана, наиб Исфахана, Фарса и Кермана (1324—1329)

            - Тимурташ, сын Чобана, наиб Рума (1319—1327)
              - Шейх Хасан Кючюк (род. 1319), сын Тимурташа, беклербек Улуса Хулагу и наиб Азербайджана (1327—1343)
              - ал-Малик ал-Ашраф, сын Тимурташа, беклербек Улуса Хулагу и наиб Азербайджана (1343—1353), султан Азербайджана (1353—1357)

Ахиджук, раб ал-Малик ал-Ашрафа, султан Азербайджана (1357—1359)